# Загублені
Загублені (англ. Lost) — культовий американський телесеріал, лауреат премій «Еммі» та «Золотий глобус». У центрі сюжету — історія пасажирів авіалайнера, що зазнали катастрофи і опинилися на тропічному острові, повному загадок і таємниць. Пілотна серія була показана на каналі ABC 22 вересня 2004 року і зібрала біля екранів майже 19 мільйонів глядачів.
Серіал «Загублені» став культурним феноменом, що породив цілий ряд супутніх явищ: за сюжетом серіалу випускаються літературні твори, комікси, влітку 2006 року вийшла рольова гра The Lost Experience, напередодні виходу четвертого сезону в інтернеті проведена гра «Find 815». 26 лютого 2008 року вийшла відеогра Lost: Via Domus.
Серіал розповідає про життя різних людей, які вижили після падіння пасажирського лайнера, Сідней — Лос-Анджелес, на загадковий острів десь у південних водах Тихого океану. Зазвичай, у серіях перших сезонів розповідалась перша сюжетна лінія про життя на острові і друга про життя окремих героїв.
Серіал був створений Дж. Дж. Абрамсом, Деймоном Лінделофом та Джеффрі Лібером, компаніями «ABC Студіос», «Бед робот продакшнз» і «Ґрас скерт продакшнз». Під час існування серіалу його виконавчими продюсерами були Лінділоф, Абрамс, Браян Берк, Джек Бендер, Едвард Кітсіс, Адам Горовітс, Джін Хіггінс, Елізабет Сарноф та Карлтон К'юз. Зйомки фільму проходили переважно на третьому за розміром та найбільш густонаселеному острові штату Гаваї — острові Оаху. Через велику кількість зайнятих у шоу акторів та враховуючи вартість зйомок на Гаваях цей серіал є одним з найдорожчих на телебаченні.
Телеканал ABC транслював серіал з 22 вересня 2004 року по 23 травня 2010 року. Зйомки серіалу закінчились 6-останній сезон складався з 18 серій. Загалом показано 121 серію.
Через визнання і шалений успіх, американські критики одностайно віддали «Загубленим» перше місце серед п'яти їх найулюбленіших серіалів року. Перший сезон збирав в середньому 15.69 мільйонів глядачів кожної серії. Не зважаючи на те, що його рейтинги зменшилися з часом, вони були стабільними і вже шостий сезон зібрав 11 мільйонів глядачів кожної серії. «Загублені» отримали сотні номінацій і виграли багато нагород кіноіндустрії, таких як «Еммі» (Emmy Award) у номінації «Найкращий драматичний серіал» у 2005, «Найкращий американський імпорт» на премії Британської телеакадемії у 2005 році, «Золотий Глобус» у номінації «Найкраща драма» у 2006 році та на Гільдії телеакторів Америки як Найкращий драматичний серіал.

## Історія створення
Створення «Загублених» почалося в січні 2004 року, після того як президент каналу ABC Ллойд Браун запропонував режисерові Дж. Дж. Абрамсу ідею створення серіалу про катастрофу літака на далекому і незаселеному острові.
Не одразу, але Абрамсу сподобалася ця ідея, і він почав працювати разом з Деймоном Лінділофом над розробкою унікального стилю серіалу і його героїв. Створення серіалу було сильно обмежене в часі, тому що воно почалося досить пізно у виробничому циклі 2004 року. Однак, попри це, команда творців була досить гнучкою щоб не коливаючись міняти або створювати героїв серіалу, що підходять під тих акторів, яких вони хотіли бачити у своєму серіалі.
У той час як пілотний епізод «Загублених» був розкритикований за те, що став найдорожчим пілотним епізодом у телевізійній історії, серіал в цілому став одним із найбільших комерційних успіхів у телевізійному сезоні 2004 року. Вищим досягненням стала завойована премія Еммі в номінації «Найкраща драма», а Абрамс одержав Еммі як найкращий режисер пілотної серії у вересні 2005 року.
Закінчився серіал у травні 2010 року.

## Сюжет

Авіакатастрофа рейсу 815

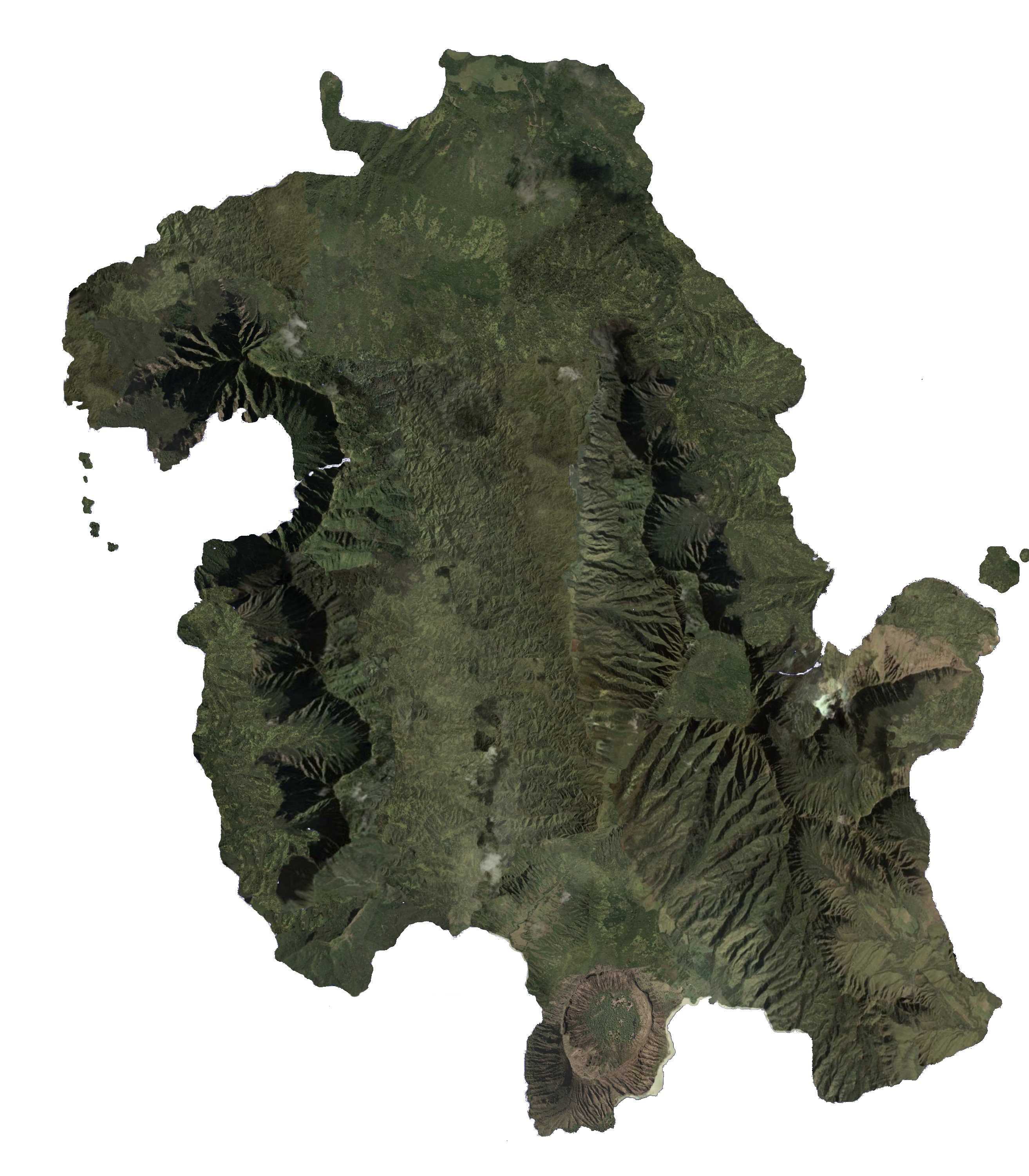
Острів, на якому розгортаються події серіалу

Літак, що виконує рейс маршрутом «Сідней — Лос-Анджелес», зазнає катастрофи. 48 пасажирів дивом рятуються від смерті і опиняються на загубленому в океані острові. Шанси на те, що їх знайдуть, мізерно малі. Щоб вижити в умовах дикої природи, героям, серед яких зовсім різні люди — лікар, злочинниця, рок-музикант, іракський військовий офіцер — потрібно розраховувати тільки на себе. Їм доведеться навчитися жити в мирі один з одним, інакше рано або пізно вони всі загинуть. Справа ускладнюється тим, що острів, схоже, приховує смертельно небезпечні таємниці, які герої намагаються розгадати.

## Короткий огляд
Перший сезон починається з авіакатастрофи після якої пасажири рейсу «Оушеанік 815», опинившись на березі безлюдного тропічного острова, утворюють групи з незнайомців, щоб вижити. Їхньому існуванню загрожують містичні створіння такі як: полярні ведмеді, таємнича істота, яка блукає джунглями і недоброзичливі жителі острова відомі як «Інші». Вони зустрічаються з француженкою Даніель Руссо, яка потрапила на острів після катастрофи на морському судні 16 років тому і знаходять таємничий металевий бункер під землею. В той час як одна група намагається відкрити люк, інша намагається покинути острів на плоті. Спалахи минулого навколо кожного героя детально розповідають про життя кожного до авіакатастрофи.
Другий сезон розповідає про посилення конфлікту між героями та Іншими і продовжує тематику боротьби віри і науки, розкриваючи та стикаючись з новими таємницями. З'являються нові герої, включаючи пасажирів, які були у хвості літака та інших жителів острова. Люк є входом до дослідницької станції, яку збудувала «Ініціатива ДАРМА», наукова організація, яка проводила експерименти десятки років тому. Згодом таємниця Інших починає розкриватись, один з героїв зраджує інших загублених і причина катастрофи стає відомою.
У третьому сезоні, герої дізнаються про Інших та їх давню історію на таємничому острові. Один з Інших та колишній житель бункера приєднуються до героїв, коли один із загублених стає на сторону Інших. Війна між Іншими та героями перебуває у розпалі і вони виходять на зв'язок із рятувальною командою на борту вантажного судна Кахана.
Четвертий сезон здебільшого розповідає про головних героїв та новоприбулих із вантажного судна, які приплили на острів з небезпечними намірами. Спалахи майбутнього розкривають дії групи, яку назвуть «Шестірка Оушеанік», героїв які вижили і втекли з острова, повернувшись до нормального життя.
У п'ятому сезоні переплітаються дві часові лінії. Перша відбувається на острові, де покинуті хаотично пересуваються у часі, аж поки їх не викине на берег «Ініціатива ДАРМА» у 1974 році. Друга продовжує першочергову часову лінію, яка відбувається на материку після втечі шестірки героїв і згодом розповідає про їхнє повернення на острів рейсом «Аджира 316» у 2007 році. Після трьох років перебування в «Ініціативі ДАРМА» герої застрягнуть у 1977 році, намагаючись змінити події минулого, щоб змінити своє майбутнє.
У шостому сезоні головна сюжетна лінія крутиться навколо героїв, які повернулись у теперішній час. Після смерті Джейкоба — захисника острова, загублені знаходяться під владою лихої Людини в чорному, раніше відому як Димовий монстр. Паралельні спалахи розповідають про існування виміру, де рейс 815 не зазнає катастрофи. В останніх серіях герої вступають у битву проти Людини в чорному в якій вирішується доля світу. Невелика група втікає на літаку «Аджира»; кілька героїв гинуть, кілька повертається додому пізніше, а інші щасливо живуть на острові. Остання серія розкриває той факт, що суміжні часові спалахи були насправді формою чистилища, де герої зібрались після своєї смерті.

## Міфологія

### Міфологія «Загублених»
У серіях «Загублених» є чимало містичних елементів, які приписувались науковій фантастиці чи надприродним явищам. Творці серіалу говорять про ці елементи, як про частину його міфології і вони є основою для роздумів глядачів. Серед міфічних елементів: «Монстр», який блукає джунглями; таємнича група жителів острова, яких герої називають «Іншими»; організація, яку називають «Ініціатива ДАРМА», яка розмістила кілька наукових станцій на острові; порядок чисел, які часто виникали у минулому героїв, теперішньому і майбутньому; особисті зв'язки і синхронність між героями, про яку вони часто не здогадувались.
В основі серіалу лежить складний і загадковий сюжет, який насичений багатьма незрозумілими проблемами. Заохочені авторами та акторами «Загублених», які часто спілкуються з фанами он-лайн, глядачі та критики почали ділитися теоріями, щоб розплутати таємниці. Теорії, які переважно стосувались природи острова, походження «Монстра» та «Інших», значення чисел, причини катастрофи і виживання деяких пасажирів. Кілька теорій фанів обговорювались і відкидались авторами серіалу, найпопулярнішою була та, що пасажири рейсу 815 померли і знаходяться в чистилищі. Цю особливо відкидав Дж. Дж. Абрамс. До того ж, Ліндильоф відкинув теорію, що космічні кораблі і літаки вплинули на події на острові, чи що все те, що відбувається є результатом художньої реальності у чиїйсь голові. Карлтон К'юз відхилив теорію, що острів є реаліті-шоу на ТБ і покинуті є мимовільними сусідами по квартирі, а Ліндильоф багато разів не приймав теорії, що «Монстр» — хмарний нанобот, подібний до героя Майкла Крайтона у романі «Жертва».

### Елементи, які повторюються
У загублених є кілька елементів і мотивів, які повторюються і, які загалом не мають впливу на сам сюжет, але розширюють літературний і філософський підтекст серіалу. До цих елементів належать: часта присутність чорного і білого, що відображає дуалізм героїв і ситуацій; також внутрішнє протистояння майже кожного героя, особливо Кейт; дивні сімейні ситуації (особливо ті, які розгортаються навколо батьків багатьох героїв), які присутні у житті головних героїв; апокаліптичні моменти, коли Дезмонд натискає кнопку, щоб відвернути кінець світу; збіги на протиріч долі, які викриваються через те, що Лок і Містер Еко натикаються один на одного; посилання на чималу кількість літературних творів, наприклад згадування та обговорення певних романів. Також є багато алюзій в іменах героїв на відомих історичних мислителів і письменників, Джон Лок (на честь філософа) і його вигадане ім'я Джеремі Бентем (філософ), Даніель Руссо (філософ Жан-Жак Руссо), Дезмонд Девід Х'юм (філософ Девід Х'юм), Джуліет Берк (філософ Едмунд Берк), Михайло Бакунін (філософ-анархіст), Деніел Фаредей (фізик Майкл Фаредей), Елоїз Хокінг (фізик Стефан Хокінг), Джордж Мінковскі (математик Герман Мінковскі), Річард Алперт (справжнє ім'я духовного вчителя Рема Дасса), Шарлотта Степлс Льюїс (автор Сі. Ес. Льюїс).

## Структура серіалу
| Сезон | Сезон | Епізоди | Оригінальні покази | Оригінальні покази | Оригінальні покази українською | Оригінальні покази українською |
| Сезон | Сезон | Епізоди | Прем'єра           | Фінал              | Прем'єра                       | Фінал                          |
| ----- | ----- | ------- | ------------------ | ------------------ | ------------------------------ | ------------------------------ |
|       | 1     | 25      | 22 вересня 2004    | 25 травня 2005     | 10 липня 2005                  |                                |
|       | 2     | 24      | 21 вересня 2005    | 24 травня 2006     |                                |                                |
|       | 3     | 23      | 6 жовтня 2006      | 23 травня 2007     |                                |                                |
|       | 4     | 14      | 31 січня 2008      | 29 травня 2008     |                                |                                |
|       | 5     | 17      | 21 січня 2009      | 13 травня 2009     |                                |                                |
|       | 6     | 18      | 2 лютого 2010      | 23 травня 2010     |                                |                                |

## Головні герої
- Джек Шепард — Метью Фокс
- Кейт Остін — Еванджелін Ліллі
- Джеймс Форд / Соєр — Джош Голловей
- Джулієт Берк — Елізабет Мітчелл
- Бенджамін Лайнус — Майкл Емерсон
- Джон Лок — Террі О'Квінн
- Г'юґо Реєс — Хорхе Гарсія
- Саїд Джарра — Невін Ендрюс
- Клер Літтлтон — Емілі де Рейвін
- Джин Су Квон — Деніел Де Кім
- Сан Хва Квон — Юнджин Кім
- Ана-Лусія Кортес — Мішель Родрігес
- Шеннон Разерфорд — Меґґі Ґрейс
- Чарлі Пейс — Домінік Монаґан
- Містер Еко — Адевале Акінуойє-Агбадже
- Деніел Фарадей — Джеремі Девіс

Див. також: Список персонажів телесеріалу «Загублені»

## Виробництво

### Задум
Серіал почав свій розвиток у січні 2004 року, коли Ллойд Браун, директор телеканалу АВС замовив попередній сценарій у компанії «Спеллінг телевіжн», на основі його ідеї поєднання роману «Володар мух», фільму «Ізгой», серіалу «Острів Джилліан» і популярного реаліті-шоу «Живий». АВС також представив короткий серіал «Нові люди» про авіакатастрофу 1969 року та пасажирів, які вціліли. Дебютною серією стала серія Рода Серлінга. Ґаді Поллак відзначає: «що на Загублених вплинула гра Таємниця». Джефрі Лібера найняли для написання сценарію до «Ніде», в основі якого був задум дебютної серії. Незадоволений результатом і наступними переписуваннями, Браун зв'язався з Дж. Дж. Абрамсом, який співпрацював з «Тачстоун Телевіжн» (зараз «АВС Студіос») і який був також автором серіалу «Інші», щоб він написав новий сценарій для першої серії. Хоча спочатку Абрамс вагався, згодом його захопила ідея, що серіал матиме в собі надприродні мотиви і він почав співпрацювати з Деймоном Ліндильофом над створенням стилю і героїв серіалу. Разом, Абрамс і Ліндильоф створили серіал Біблія, на основі переконливих і детальних міфічних ідей з сюжетними лініями для повних 4-5 сезонів. Розвиток серіалу постійно обмежувався крайніми часовими термінами, хоча він і розпочався в кінці 2004 року. Незважаючи на короткий період часу, творча команда знайшла компроміс, щоб підігнати чи створити персонажів, які б підходили акторам, яких вона хотіла знімати.
Дві дебютні серії «Загублених» стали найдорожчими в історії телебачення, на них витратили 10 і 14 мільйонів доларів, порівнюючи з витратами на одногодинну дебютну серію в 2005 році, ціна якої становить 4 мільйони. Серії вийшли в ефір 22 вересня 2004 року, ставши одними з найбільшим критичним і комерційним успіхом серед серіалів 2004 року. Поряд з новими серіями «Відчайдушних домогосподарок» та «Анатомією Грей», «Загублені» допомогли підняти низькі прибутки АВС. Ще до виходу в ефір, керівництво батьківської компанії АВС, «Дісней» звільнила Ллойда Брауна, частково через низькі рейтинги перегляду і через те, що він дав добро на такий дорогий і ризикований проект. Світова прем'єра відбулася лише 24 липня 2004 року, у «Комік-Кон Інтернешинал», Сан-Дієґо.

### Підбір акторів
Багато ролей першого сезону отримали шанс на життя лише через симпатію виконавчих продюсерів до деяких акторів. Головний герой Джек мав спочатку померти ще у дебютній серії, якого мав зіграти Майкл Кітон; не зважаючи на це керівництво АВС наполягло, щоб Джек залишився живим. Перед рішенням залишити Джека, Кейт мала з'явитись як лідер усіх хто вижив; вона спочатку була більше схожа на персонажа Роуз. Домінік Монаган на прослуховуванні на роль Соєра, мав грати бізнесмена у костюмі. Продюсерам сподобалась гра Монагана і вони змінили персонажа Чарлі, попердньо рок-зірку середніх років, на персонажа який би підходив йому. Джордж Ґарсія також прослуховувався на Соєра і роль Херлі була написана для нього. Коли Джош Головей прослуховувався на Соєра, продюсерам сподобались риси, які він вніс у роль (він перекинув стілець, коли забув слова і розізлився на прослуховуванні) і його південний акцент, тому вони змінили Соєра, щоб він підходив Головею. Юнджин Кім прослуховувалася на Кейт, але продюсери написали для неї роль Сан та Джин для Даніеля Де Кіма, як її чоловіка. Саїд, якого зіграв Нейвін Ендрюс, і який не був присутнім в початковому сценарії. Ролі Лока і Майкла створювались зважаючи на акторів, які їх будуть виконувати. Емілі де Рейвін, яка зіграла Клер спочатку пробувалась на героїню, яка згодом зникне і з'явиться пізніше. В другому сезоні, Майкл Емерсон мав грати Бена («Генрі Ґейл») протягом трьох серій. Його роль продовжили на вісім серій через його акторський талант і зрештою на цілий третій і наступні сезони.

### Зйомки
Більшість серій «Загублених» знімали на 35 мм камери на гавайському острові Оаху через велику кількість локацій для зйомок поблизу. Перші сцени на острові для дебютної серії знімали на Мок'юлея Біч, на Північно-Західному березі острова. Наступні сцени на острові знімали на окремих місцях відомого Північного узбережжя. Сцени у печері, у першому сезоні знімали у павільйоні, збудованому у приміщеннях товарного складу, який пустував після масового розстрілу працівників у 1999 році. Павільйон і постановочні майданчики переїхали на знімальний майданчик на Гаваях, який знаходиться під керівництвом Гавайської кіностудії, де збудували кілька приміщень станцій «Лебідь» 2 сезон і «Гідра» 3 сезон.
Багато міських територій Гонолулу використовувались для зйомок місцевостей всього світу, включаючи Каліфорнію, Нью-Йорк, Айову, Маямі, Південну Корею, Ірак, Нігерію, Велику Британію, Париж, Таїланд, Берлін, Мальдіви та Австралію. Наприклад, кілька сцен з Сіднейського аеропорту знімались у Гавайському Конференційному комплексі, коли бункер часів Другої Світової війни використали для розміщення військ Республіки Ірак. Сцени у Москві у зимовий період знімали у музеї П. Бішопа в Бернасі, із роздробленим повсюди льодом для снігового ефекту, з російськими магазинами і дорожніми знаками. Кілька фінальних сцен третього сезону «У дзеркалі», знімали у Лос-Анджелесі, включаючи лікарню, яку позичили в «Анатомії Грей». Дві сцени з другого сезону знімали у Лондоні через те що Алан Дейл, який грав Відмора в той час знімався у мюзиклі «Спамалот» і не мав змоги поїхати на Гаваї. Велика кількість архівів знімальних майданчиків зберігається у сховищі «Лост Віртуал Тауер».
Пасажирський лайнер вигаданого рейсу 815, зображеного як Боїнг 777—200 ІР, насправді є Локхід Л-1011 Трістар, раніше літав під Авіалініями Дельта як Н783ДЛ. Літак викупила компанія «Тачстоун», розбила навпіл, і його уламки крім хвоста перевезли на Гаваї. Продюсери боялись, що глядачі розпізнають літак, адже Л-1011 — літак з трьома двигунами. Не зважаючи на це, коли літак розбили він став виглядати як Боінг 767—400.

## Нагороди

### Перелік нагород і номінацій
Через успіх першого сезону, «Загублені» отримали премію «Еммі» як Найкращий драматичний серіал і Дж. Дж. Абрамс отримав «Еммі» у вересні 2005 за роботу режисера. Террі О'Куінн і Невін Ендрюс були номіновані у категорії Найкращий актор другого плану у драматичному серіалі. «Загублені» отримали нагороди гільдій у 2005 році, виборовши премію Гільдії письменників Америки у 2005 році за великі досягнення у написанні для драматичного телевізійного серіалу, премію Гільдії режисерів продюсерів у 2005 за найкращу постановку, нагороду Гільдії режисерів у 2005 році за найкращу режисуру драматичної телевізійної програми, і нагороду Гільдії кіноакторів у 2005 за найкращий акторський склад. Серіал номінували тричі на «Золотий Глобус» як Найкращий драматичний серіал (2005—2007) і він отримав цю нагороду у 2006 році. У 2005 році Метью Фокс і Нейвін Ендрюс потрапили у номінацію на Золотий глобус, як Найкращий актор першого плану та Найкращий актор другого плану відповідно, і в 2007 році Еванджелін Ліллі була номінована на Найкращу жіночу роль першого плану у драматичному серіалі. «Загублені» виграли премію Британської академії кіно і телебачення за Найкращий американський імпорт у 2005 році. У 2006 році Хорхе Гарсія і Мішель Родрігес забрали додому нагороди «Альма» як Найкращий актор і акторка другого плану у телевізійному серіалі. Серіал отримав нагороду «Сатурн» як найкращий серіал і в 2005, і в 2006 році. У 2005 році Террі О'куінн отримав нагороду «Сатурн» за найкращу роль другого плану, і в 2006 році Метью Фокс за найкращу чоловічу роль першого плану. «Загублені» отримали нагороду Академії телекритиків за високі досягнення у драмі, за перший і другий сезони. Згодом у 2005 і 2006 році серіал також нагородили премією «Товариства Візуальних ефектів» за найкращі спец ефекти. Малкольм Девід Келлі отримав нагороду Молодого актора за його виконання ролі Волта у 2006 році. У 2005 за Загублених проголосували як найкраще розважальне шоу року за версією «Ентертейнмент уіклі». У 2005 році серіал отримав нагороду «Призм» за історію Чарлі в епізодах «Пілот», «Будинок сходу сонця» і «Міль». У 2007 «Загублені» увійшли до списку 10 найкращих ТБ серіалів всіх часів за версією видання «Тайм». У 2007 році Серіал номінували на премію Гільдії сценаристів та Гільдії режисерів, але премії він знову не отримав. У червні 2007 року, «Загублені» обійшли 20 інших серіалів усього світу, щоб отримати премію за Найкращу драму на Телевізійному фестивалі у Монте Карло. У вересні 2007 і Майкл Емерсон і Террі О'Куінн були номіновані на премію «Еммі» у номінації Найкращий актор другого плану у драматичному серіалі, нагороду отримав О'Куінн. Загублених знову номінували як Найкращий драматичний серіал на 60 церемонії нагородження «Еммі» у 2008. Серіал також номінували у семи інших номінаціях, в тому числі і Найкраща роль другого плану у драматичному серіалі для Майкла Емерсона. У 2009 році «Загублені» знову потрапили у номінацію Найкращий драматичний серіал, так само Найкраща роль другого плану Майкла Емерсона на 61 церемонії нагород «Еммі», яку він і отримав.

### Золотий глобус
- 2005 рік — номінація на найкращий драматичний серіал
- 2006 рік — номінація Невін Ендрюс на найкращого актора другого плану
- 2006 рік — номінація Меттью Фокса на найкращу чоловічу роль
- 2006 рік — найкращий драматичний серіал
- 2007 рік — найкращий драматичний серіал
- 2007 рік — номінація Еванджелін Ліллі на найкращу жіночу роль

### Еммі
- 2005 рік — Найкращий драматичний серіал

### Saturn Award
- Найкращий драматичний серіал у 2005, 2007, 2008, 2009 та 2010 роках.
- Найкращий драматичний актор (Метью Фокс) у 2005 та 2007 роках.
- Найкраща актриса другого плану (Елізабет Мітчелл) у 2007 році.
- Найкращий актор другого плану (Майкл Емерсон) у 2007 році.
- Найкращий драматичний актор (Джош Голловей) у 2010 році.
- Номінація Еванджелін Ліллі на Найкращу актрису драматичного серіалу у 2005 та 2010 роках.
- Номінація Елізабет Мітчелл на Найкращу актрису другого плану у 2010 році.
- Номінація Метью Фокса на Найкращого актора драматичного серіалу у 2010 році.

## Рейтинги

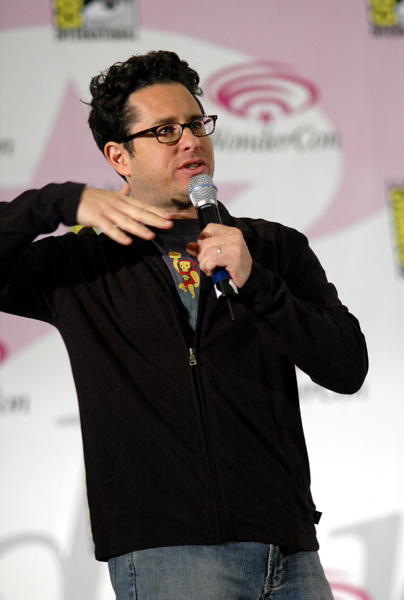
Режисер пілотної серії Дж. Дж. Абрамс

Перша серія зібрала біля екранів 18.6 мільйонів глядачів, легко здобувши головний ефірний час каналу і принесла телеканалу АВС таких рейтингів, які у нього були ще у 2000 році, коли транслювалась передача «Хто хоче стати мільйонером?». Рекорд цієї серії змогла побити лише прем'єра «Відчайдушних домогосподарок», яка відбулась через місяць. Як написали у газеті «Вераєті»: «звичайно керівництво АВС змушене було використати успіх від драми, адже в ефірі не було справжнього хіта ще з часів „Практики“». «Загублені» став найкращим драматичним серіалом для глядачів від 18 до 49 років, ще з часів серіалу «Час від часу» у 1999 році, і за кількістю глядачів — ще за часів серіалу «Вбивця Один» у 1995 році.
Чарти американському оприлюднюють рейтинги в мільйонах за кожну серію «Загублених».
Перший сезон «Загублених» зібрав в середньому 16 мільйонів глядачів, займаючи 14 місце у списку найпопулярніших шоу і 15 у списку шоу для глядачів 18-49 років. Другий сезон так само був успішним: «Загублені» знову посіли 14 місце, з середньою кількістю глядачів в 15.5 мільйонів. Проте, у списку шоу для глядачів 18-49 років рейтинги покращились, серіал був на 8 місці. Прем'єра другого сезону зібрала навіть більше глядачів ніж перший — 23 мільйона глядачів, що стало рекордом серед серіалів. Прем'єра третього сезону зібрала 18.8 мільйонів глядачів. Сьома серія цього сезону показала спад рейтингів до 14.5 мільйонів. Під час весняного сезону рейтинги спали до 11 мільйонів, але фінал сезону підняв їх до 14 мільйонів. Спад рейтингів частково пояснили оприлюднені DVR рейтинги, які показали, що серіал є одним з найзаписуваніших серіалів на телебаченні. Не зважаючи на втрату рейтингів, «Загублені» все-таки отримали свою годину ефіру для глядачів 18-49 років і показали найбільші рейтинги в ефірний час (10.00 вечора), ніж будь-який інший серіал того сезону. Прем'єра четвертого сезону підняла рейтинги до 16.1 мільйона глядачів, хоча до 8 серії кількість глядачів зменшилася до 11.461 мільйонів. Опитування в 20 країнах, яке провела «Інформа телекомз і Медіа» у 2006 році, показало що «Загублені» є другим найпопулярнішим серіалом у цих країнах, після «CSI: Маямі». Прем'єра шостого сезону підняла рейтинги порівняно з минулим роком під час другого сезону до 12.1 мільйоні глядачів.

## Сприйняття критиками
«Загублені» посіли перше місце у «Найкраще на телебаченні за 2005: Найкраща десятка за версію критиків» Метью Ґілберт газета «Бостон Ґлоуб», Том Ґліатто газета «Піпл Уіклі», Чарлі Маккалум «Сан Джоуз Меркурі Ньюз» і Роберт Бьянко «USA Тудей». Кореспондент газети Джеймс Понєвозік надав друге місце «Загубленим» у списку 10 найкращих серіалів, які повернулись на телеекрани 2007 року. Також цього ж року «Загублені» очолили список 100 Найкращих телевізійних шоу усіх часів за версією газети «Тайм». Серіал також посів п'яте місце у списку 50 Найкращих телевізійних шоу усіх часів за версією журналу «Імпаєр Меґазін». Біл Картер репортер «Нью-Йорк таймз» назвав сюжетну лінію «Загублених» «…найцікавішою і найтривалішою за всю історію телебачення». Через гучну прем'єру агенція новин «Рейтерз» назвала серіал «драмою-хітом» зазначивши, що «…серіал з'явився для того, щоб отримувати прибутки від усіх бліців, включаючи радіо включення, спеціальні перегляди та рекламу АВС на білбордах телеканалу, якої не було за останні п'ять років».
Перший блок серій третього сезону був розкритикований через багато загадкових таємниць і не достатньо відповідей на них. Скаржилися також на обмежений час, який виділяли для головних героїв першого блоку серій. Лок, якого зіграв Террі О'Куінн був одним з провідних героїв другого сезону, у третьому з'явився лише в 13 і в 22 серії — лише на два рази більше ніж запрошена зірка М. С. Гайней, який зіграв Тома. Реакція на двох нових героїв, Ніккі і Пауло, була загалом негативною, коли навіть Ліндильоф визнав, що фани зневажають нову пару. Рішення поділити сезон і змінити час трансляції після перерви, також викликало невдоволення у критиків. К'юз також висловив думку, що «ніхто не був задоволений розвитком подій шостої серії». Другий блок серій отримав визнання критиків через те, що команда виправила помилки першого блоку. Туди вписали більше логічних відповідей і Ніккі та Пауло вбили. Також зробили оголошення, що ці серії стануть завершенням трьох сезонів, і цим К'юз намагався показати аудиторії, що сценаристи знають куди спрямована сюжетна лінія.
Дон Вільямс з «Бадді TV» назвав «Початок кінця», першу серію четвертого сезону «найочікуванішою прем'єрою року». Майкл Озіелло з газети «TV Ґайд» пізніше назвав фінальну серію четвертого сезону «найочікуванішими 60 хвилинами трансляції цього року». 28 січня 2008 року американським критикам надіслали DVD запис «Початок кінця» і «Визнані мертвими». «Метакритика» дала сезону «мета оцінку» — оцінку, яку складають на основі вражень висловлених в дванадцяти критичних статтях — з 87, це була друга позиція зверху за телевізійні сезони 2007—2008 років після фінального сезону на HBO серіалу «Прослуховування». Під час опитування професійних критиків, яке провела газета «TV тиждень» за «Загублених» проголосували як за найкращий серіал на телебаченні за першу половину 2008 року «у багатьох випадках», безсумнівно серіал «займав чинне місце у п'ятірці найкращих ледве не кожного критика» і отримував «нічого крім похвали». Проголошення запланованого завершення сезону у 2010 і презентацію майбутніх уривків 7 травня 2007 року критики сприйняли схвально, з таким успіхом вони зустріли і нових героїв. «Ентертейнмент уіклі» включила серіал до списку найкращих цього десятиліття, написавши «Авіакатастрофа. Димовий монстр. Полярний ведмідь. Божевільна француженка. Інші. Бункер. Ініціатива Дарма. Спалахи подорожей у часі. Назвіть хоча б ще один драматичний серіал, який зміг би так надзвичайно перетворити щось у дещо!»

## Продажі серіалу

### Онлайн
Крім традиційної супутникової трансляції, «Загублені» також стали передовими серед нових методів трансляції. Загублені стали першим серіалом, який виходив через «Apple's iTunes Store» функції для відтворення на iPod за допомогою програмного забезпечення iTunes. З жовтня 2005 року, нові серії без реклами, з'являлись для скачування на другий день після трансляції на АВС для американської аудиторії. 29 серпня 2007 року «Загублені» стали першою телевізійною програмою, яка стала доступною для скачування в магазинах Англії. Після трансляції 4 сезону в Англії, серії «Загублених» з'являлися в понеділок на «Скай Уан» після того як їх транслювали в неділю на телебаченні. Серіал став одним із перших, який з'явився на німецькому iTunes.
У квітні 2006 компанія «Дісней» оголошує, що серіал стане доступним у безкоштовному он-лайн перегляді, з рекламою, на вебсайті АВС, протягом 2 місячного випробувального терміну для нового методу трансляції. Випробування, яке тривало з травня по червень 2006 року, зчинило переполох серед мережевих партнерських компаній, які боялися що не отримають частину доходів від реклами. Завантаження серій он-лайн безпосередньо з вебсайту АВС було можливе лише для жителів США, згідно з міжнародною ліцензійною згодою.

### Релізи (DVD\Blu-ray)
Перші три сезони Загублених успішно розпродали на DVD. Повний перший сезон увійшов до чарту DVD продажів, посівши друге місце у вересні 2005 року, а другий сезон посів перше місце у чарті DVD продажів у перший тиждень випуску у вересні 2006, ставши першим TV-DVD диском, який увірвався в чарт одразу на перше місце. В перший день розпродажу DVD другого сезону було продано 500, 000 копій. Третій сезон розійшовся більш ніж 1, 000, 000 копій за три тижні.
І зібрання шостого сезону, і повне зібрання серій будуть містити 12-15 хвилинні епілоги-бонуси, які покажуть, що сталось з Харлі та Беном.

### Інше
Герої та місце дії «Загублених» з'явилися у кількох офіційних додаткових проектах за межами телебачення, включаючи друк, в Інтернеті і короткі відео для мобільних телефонів. Три романи видані «Гайперіон Букс», видавництво яким володіє «Дісней», батьківський партнер АВС. «Види під загрозою» (ISBN 0-7868-9090-8) і «Таємна ідентичність» (ISBN 0-7868-9091-6) обидва Кеті Гапки і «Ознаки життя» (ISBN 0-7868-9092-4) Френка Томпсона.
До того ж, «Гайперіон» видало мета фікційну книгу під назвою «Поганий близнюк» (ISBN 1-4013-0276-9), Лоуренса Шеймза, присвячену фантасту «Гарі Трупу», який як заявив відділ маркетингу АВС був пасажиром Рейсу 815.
Також виходили кілька неофіційних книг, які були пов'язані із шоу. «Знайти загублених: неофіційний путівник» (ISBN 1-55022-743-2) Ніккі Стефорд, видана « ECW Прес», детально розповідає про серіал фанам і новачкам. «Що можна знайти у ЗАГУБЛЕНИХ?» (ISBN 0-7369-2121-4) Джона Анкеберга і Діллона Бареу, видана «Харвест Хауз» стала першою книгою, яка присвячена дослідженням релігійної тематики серіалу з точки зору християнства. «Живі загублені: Чому ми всі застрягли на острові» Дж. Вуда, [131] видана «Ґарет каунті прес», перша робота культурної критики в основі якої лежить серіал. Книжка розповідає про дивні втягнення серіалу у сучасний досвід війни, недостовірну інформацію і тероризм, і суперечки про те, що аудиторія виступає героєм у розповіді. Автор також пише колонку у блозі впродовж другої частини третього сезону для «Повелз Букз». Кожен запис характеризують літературні, історичні, філософські художні зв'язки попередніх серій.
Мережі і продюсери шоу використали інтернет у повному обсязі для того, щоб розширити походження історії. Наприклад, впродовж першого сезону, вигаданий щоденник невідомої пасажирки «Джанель Ґренджер» був представлений на сайті АВС. Так само, вебсайт вигаданих Авіаліній «Оушеанік» з'явився впродовж трансляції першого сезону, у якому були кілька сюрпризів і відповідей щодо серіалу. Інший вебсайт був створений після показу «Орієнтації» про Фонд Хансо. У Великій Британії інтерактивні історії кількох героїв були включені до «Загублені — несказане», окремий профіль на сайті «Загублених» 4 Каналу. Подібно до цього, з листопада 2005 року, АВС створив офіційний подкаст, який вели сценаристи і виконавчі продюсери серіалу Деймон Ліндильоф і Карлтон К'юз. Подкаст переважно зображав обговоренням серії, інтерв'ю з акторами і запитання від глядачів. На «Скай Уан» також є подкаст, який представила Лейн Лі, який аналізує кожну серію після її трансляції у Великлбританії.
Іграшковий прототип Джека, створений «Макфарлейн Тойз»
Вторгнення в он-лайн королівство, яке відбувається в грі «Досвід Загублених», інтернет альтернативний реаліті грі, яку представив 7 Канал (Австралія), АВС (Америка) і Четвертий Канал (Велика Британія), яка розпочалася на початку травня 2006. Гра презентує сюжет на 5 рівнів, включаючи Фонд Хансо. [135]
Короткі міні-серії, «Відео щоденник загублених», спочатку планувалися для перегляду для зареєстрованих на «Верайзен Ваєлес» через їх V-Cast систему, але вони були затримані через суперечки щодо контракту. Міні-серії перейменували на «Загублені: Втрачені шматки» і транслювалися з 7 листопада 2007 до 28 січня 2008 року.

### Ліцензійні продажі
Додатково до романів, кілька інших проектів на основі серіалу, наприклад іграшки ігри, отримали ліцензію для виходу. Відео гра «Загублені: Віа Домус», вийшла у світ для загального тестування, її розробила компанія «Убісофт» для ігрових приставок і домашніх комп'ютерів, в той час як «Ґеймлофт» розробили гру для мобільних телефонів та iPod. «Кардінал ґеймз» випустили настільну гру «Загублені» 7 серпня 2006. «TDC Ґеймз» створили серію з чотирьох 1000 пазлових картин («Бункер», «Числа», «Інші», «Перед катасрофою»), які якщо скласти викривають відповіді на загальні таємниці «Загублених». «Інкворкс» видали дві колоди карт із «Загубленими» і мають намір видати колоду «Загублені: викриття». У травні 2006, «Макфарлейн Тойз» оголосили про повторний випуск героїв-іграшок і випустили першу серію у листопаді 2006, другу у червні 2007. Більше того, АВС веде грандіозну он-лайн торгівлю, включаючи одяг, прикраси і колекційні речі. «Титан Меґазінз» також публікує «Загублені: Офіційний журнал».

## Фандоми і популярні культури
Будучи культовим телевізійним серіалом, «Загублені» зібрали віддану і процвітаючу інтернаціональну фан-громаду. Фани «Загублених» інколи їх називають «Лоствейз» чи «Лостіз» зібралися на «Інтернаціональному Комік-Кон» та зібраннях, які організовував канал АВС, так само були активними і розростались у велику мережу фан-вебсайтів, включаючи «Лостпедію», форуми присвячені серіалу та пов'язані проекти. Через те, що у серіалі багато складної міфології, сайти фанатів зосереджувалися на роздумах і теоріях щодо таємниць на острові, сюди можна додати ще кілька популярних діяльностей фанів — це написання історій, створення відео, сценарію для серій та пересічних героїв, колекціонування сувенірів.
Передбачаючи інтерес фанів і намагаючись утримати свою аудиторію, АВС озброювалась різноманітними носіями, часто міняючи їх. Фани Загублених могли насолоджуватися всім, що випускав канал АВС — вебсайтами, романами, офіційним форумом, яким опікувалася креативна команда загублених («Фюзеляж»), «мобізоудз», подкастами продюсерів, офіційним журналом, альтернативною реаліті грою (ARG) «Досвід загублених». Офіційний фанклуб заснували влітку 2005 з допомоги «Кріейшн Ентертейнмент».
Через популярність, мотиви серіалу та деякі елементи його історії з'явилися у пародіях і культурній поведінці. Сюди можна віднести появи на телебаченні: серіал Вероніки Марс, «Вілл та Грейс», «Боу Селекта», шоу Сари Сільвермен, «Моя дружина і діти», «Чак», «Стримай свій ентузіазм», «Нотатки про вагітність», «Світські пуми», «Офіс»; також у мультиках: «Гриффіни», «Американський тато!», «Південний Парк», «Сімпсони», «Брати Вентура»; і навіть у рекламі «KFC Гаваї». Також, «Червоні проти синіх», наукова фантастика «Мешенеме комік», яка глузувала над серіалом наприкінці серіалу, 100 серія. Творці «Червоні проти синіх» також висміювали початок «Загублених» у серії «Район для чужинців». «Загублені» також з'являлися у вигляді сюрпризу в певних відео іграх, наприклад «Хаф-лайф 2: Епізод два, Скат, Світ воєнних кораблів, Просто причина 2 і Рок-група 2». Комічні книжки: «Жінка-кішка» і «Щось»; щоденні комікси «Монті» і «Лісова братія»; вебкомікси «Накопичуй вище і глибше» і «Пенні Аркейд», у гумористичному виданні «Мед» є усі пов'язані посилання на «Загублених». Так само кілька рок груп написали пісні де тематика і назва перекликаються із серіалом, наприклад: Moneen («Ніколи не кажи Локу, того що він не може зробити»), Senses Fail («Загублені і знайдені» і «Всі найкращі ковбої мають проблеми з батьком»), Gatsbys American Dream («Ви всі і кожен» і «Станція 5: Перлина») і Punchline («Димові американські гірки»).
Після серії «Числа», яка вийшла на екрани 2 березня 2005 року, багато людей використали доленосні цифри (4, 8, 15, 16, 23 і 42) у лотереї. Згідно з «Пітзбург Трибьюн Рев'ю» ці числа використовувалися місцевими гравцями більше ніж 500 разів. В цей період 200 жителів Мічигану використали цю комбінацію у лотереї «Мега мільйони» і до початку жовтня, тисячі людей спробували ці числа у національній лотереї «Пауербол».
В американській лотереї Mega Millions відбувся розіграш другого за величиною джекпота в історії США в $ 380 млн. Як повідомляє Associated Press, виграшні квитки були куплені в штаті Вашингтон і в Айдахо. Оскільки виграли відразу два квитки, їхнім власникам доведеться поділити джекпот на двох. Таким чином, кожному дістанеться по $ 190 млн.
Цифри збіглися з тими, що були у серіалі.
23 березня 2010 року, у «Сімпсонах», кінець 21 сезону, Барт Сімпсон написав на дошці зіпсутий фінал «Загублених», глузуючи із закінчення серіалу, ніби то люди дивитимуться «Сімпосонів» замість «Загублених».
Також 28 лютого 2008 року була випущена гра Lost: Via Domus за мотивами телесеріалу.

## Саундтреки до «Загублених»
Саундрек до Загублених виконує Симфонічний оркестр Голівуду, який написав Майкл Джіакіно, включаючи також музичні теми для багатьох подій, місць та героїв. Джіакіно досягнув саме таке звучання оркестру за допомогою незвичних інструментів, наприклад підвішених уламків фюзеляжу літака. 21 березня 2006 року студія звукозапису «Варез Сарабанде» випустила оригінальний альбом з першого сезону Загублених. Альбом містив повні версії найпопулярніших музичних тем цього сезону і головний саундтрек, який написав творець серіалу Дж. Дж. Абрамс. 3 жовтня 2006 року «Варез Сарабанде» випустила другий альбом з музичними темами другого сезону. Альбом третього сезону випустили 6 травня 2008 року, четвертого 11 травня 2009 року.
Пісні поп-культури не дуже часто звучали у серіалі, через музичні теми, які виконував оркестр. Коли такі пісні з'являлись вони були реальними звуками у серіалі. Прикладом можуть бути численні пісні на СіДі-плеєрі Херлі протягом першого сезону (доки не розрядились батарейки в серії «…В перекладі»), коли грала пісня «Чутливий» Деміена Райза, або присутність плеєра у другому сезоні, коли грали «Створи свою власну музику» Кесса Елліота у першій серії другого сезону і «Даунтаун» Петули Кларк у третьому сезоні. У двох серіях Чарлі стоїть на розі вулиці грає на гітарі і співає пісню групи Оазис «Вандервол». В кінці третього сезону, Джек їде на машині по вулиці і слухає Нірвану «Учень без запаху», у похоронний зал Гофс/Дролар і паралельно у сцені четвертого сезону він приїжджає, слухаючи «Вибивати» групи Піксіс. У третьому використали «Доґ Найтс Шамбала» у двох фрагментах у фургоні. Дві єдині пісні, які використали без реального джерела виконання: Енн-Марґарет «Повільно», в серії «Я буду» і «Мені не слід гуляти наодинці», які написав Бен Харпер і виконала група «Сліпі хлопці з Алабами» в серії «Впевнена людина». Різні канали використовують різну музику. Наприклад, у Японії головна музична тема змінюється з кожним сезоном; у першому сезоні використали пісню Кемістрі «Ось і я», у другому — «Втрачаючи» Юни Іто, у третьому — «Самотня дівчина» Кристал Кей.

## Серіал в Україні
В Україні серіал «Загублені» показували телеканали «ICTV» (1—3 сезони), «Новий канал» (4—6 сезони) та «Кіно» (1—4 сезони).
Прем'єра в Україні відбулася 22 жовтня 2005 року на каналі «ICTV».
Серіал, а саме з 1-го по 4-й сезон було дубльовано і озвучено українською мовою студією «Так Треба Продакшн». Серіал транслювався по буднях о 22:00 і мав дуже високі рейтинги.
Телеканал «ICTV» показав лише 1—3 сезони, а 4-й та 5-й мігрували на інший канал медіагрупи «StarLightMedia», власником якої є Віктор Пінчук.
З середини липня 2009 року серіал почали транслювати на «Новому каналі», о 23:00. Як розповіла «Телекритиці» прес-секретар «Нового» каналу Ольга Балабан, слідом за четвертим сезоном канал покаже і п'ятий. Також вона сказала, що серіал перенесено з «ICTV» на «Новий канал», оскільки його аудиторія більше збігається з аудиторією Нового. 4—5 сезони для показу на «Новому каналі» були закадрово озвучені телеканалом (ролі озвучували Олег Лепенець, Дмитро Завадський та Наталя Романько). Шостий транслювався о 01:00 і якщо перші сезони транслювлись майже з виходом на «АВС», то шостий після закінчення серіалу. Звісно серіал дещо втратив популярність, через припинення його дубляжу українською. Показ 6-го сезону відбувся на Новому каналі у 2012 році в двоголосій закадровій озвучці (ролі озвучували Євген Пашин та Ольга Радчук). До цього в 2010 році його озвучили LPF TV.
Для показу на каналі «Кіно» на 1—2 сезони було зроблено ще одну двоголосу закадрову озвучку. 
У квітні 2008 року телеканал «AXN SCI FI» знову транслював серіал із першого сезону. 
З 6 лютого 2019 року «Новий канал» почав повторний показ серіалу з 1 сезону. Серіал йшов о 13:20 з вівторка по четвер. Саме тоді був показаний 4 сезон в озвученні «Так Треба Продакшн» (оригінальна озвучка Нового каналу була низькоякісною). (Волт був Вольтом, а Локк був Локі). Показ завершився 9 травня 2019 року. 5—6 сезони йшли о 23:30.
Мінус полягав в тому що дубляж робився під DVD версію, а 6 сезон Новий канал сильно порізав.
У 2019 році студія «DniproFilm» на замовлення «HDRezka» переозвучила всі 6 сезонів під BD версію.
У 2020 році студія «DniproFilm» на замовлення «HDRezka» переозвучила фінал сезону Загублені: Новий лідер (До того було тільки одноголосе озвучення).

## Культурний вплив
Якщо зупинити одну із заставок ABC Studios в кінці будь-якого серіалу цього каналу (включно «Загублених») в потрібні секунди, можна побачити числа: 04, 08, 15, 16, які потім перетворюються на 04, 08, 23, 16, і після перетворюються на 04, 08, 23, 42 в лівому нижньому куті екрану.